# Superbike-VM 2017
Superbike-VM 2017 arrangeras av Internationella motorcykelförbundet. Världsmästerskapet avgörs över 13 omgångar (26 heat). Säsongen inleddes den 25 februari i Australien och avslutas den 4 november i Qatar. Världsmästare blev britten Jonathan Rea på Kawasaki som vann sin tredje raka VM-titel.

## Tävlingskalender och heatsegrare
Jämfört med 2016 har deltävlingen i Portugal tillkommit och den i Malaysia har tagits bort från tävlingskalendern som innehåller 13 deltävlingar..
| Datum     | Bana           | Vinnare heat 1 | Märke    | Vinnare heat 2 | Märke    |
| --------- | -------------- | -------------- | -------- | -------------- | -------- |
| 25-26/2   | Phillip Island | Jonathan Rea   | Kawasaki | Jonathan Rea   | Kawasaki |
| 11-12/3   | Chang          | Jonathan Rea   | Kawasaki | Jonathan Rea   | Kawasaki |
| 1-2/4     | Aragón         | Jonathan Rea   | Kawasaki | Chaz Davies    | Ducati   |
| 29-30/4   | Assen          | Jonathan Rea   | Kawasaki | Jonathan Rea   | Kawasaki |
| 13-14/5   | Imola          | Chaz Davies    | Ducati   | Chaz Davies    | Ducati   |
| 27-28/5   | Donington      | Tom Sykes      | Kawasaki | Jonathan Rea   | Kawasaki |
| 17-18/6   | Misano         | Tom Sykes      | Kawasaki | Marco Melandri | Ducati   |
| 8-9/7     | Laguna Seca    | Chaz Davies    | Ducati   | Jonathan Rea   | Kawasaki |
| 19-20/8   | Lausitzring    | Chaz Davies    | Ducati   | Chaz Davies    | Ducati   |
| 17-18/9   | Algarve        | Jonathan Rea   | Kawasaki | Jonathan Rea   | Kawasaki |
| 30/9-1/10 | Magny-Cours    | Jonathan Rea   | Kawasaki | Chaz Davies    | Ducati   |
| 21-22/10  | Jerez          | Jonathan Rea   | Kawasaki | Jonathan Rea   | Kawasaki |
| 3-4/11    | Losail         | Jonathan Rea   | Kawasaki | Jonathan Rea   | Kawasaki |

## Mästerskapsställning
Slutställning efter 26 heat
1. Jonathan Rea, 556 p. Klar världsmästare efter 21 heat.
2. Chaz Davies, 403 p.
3. Tom Sykes, 373 p.
4. Marco Melandri, 327 p.
5. Alex Lowes, 246 p.
6. Michael van der Mark, 223 p.
7. Xavi Forés, 196 p.
8. Leon Camier, 168 p.
9. Jordi Torres, 158 p.
10. Eugene Laverty, 157 p.
11. Lorenzo Savadori, 124 p.
12. Román Ramos, 118 p.

## Startlista
Startlista med ordinarie förare.
| Nr | Förare               | Nation         | Team                                     | Motorcykel              |
| -- | -------------------- | -------------- | ---------------------------------------- | ----------------------- |
| 1  | Jonathan Rea         | Storbritannien | Kawasaki Racing Team WorldSBK            | Kawasaki Ninja ZX-10 RR |
| 2  | Leon Camier          | Storbritannien | MV Agusta Reparto Corse                  | MV Agusta F4 1000       |
| 6  | Stefan Bradl         | Tyskland       | Red Bull Honda World Superbike Team      | Honda CBR 1000RR SP     |
| 7  | Chaz Davies          | Storbritannien | Aruba.it Racing - Ducati                 | Ducati Panigale R       |
| 12 | Javier Forés         | Spanien        | BARNI Racing Team                        | Ducati Panigale R       |
| 15 | Alex De Angelis      | San Marino     | Pedercini Racing                         | Kawasaki Ninja ZX-10 R  |
| 21 | Markus Reiterberger  | Tyskland       | Althea BMW Racing Team                   | BMW S 1000 RR           |
| 22 | Alex Lowes           | Storbritannien | Pata Yamaha Official Team SBK with Rizla | Yamaha YZF-R 1M         |
| 32 | Lorenzo Savadori     | Italien        | Milwaukee Aprilia                        | Aprilia RSV4 RF         |
| 33 | Marco Melandri       | Italien        | Aruba.it Racing - Ducati                 | Ducati Panigale R       |
| 36 | Leandro Mercado      | Argentina      | IODARacing Project                       | Aprilia RSV4 RF         |
| 37 | Ondřej Ježek         | Tjeckien       | Grillini Racing Team                     | Kawasaki Ninja ZX-10 R  |
| 40 | Román Ramos          | Spanien        | Team GO ELEVEN                           | Kawasaki Ninja ZX-10 R  |
| 50 | Eugene Laverty       | Storbritannien | Milwaukee Aprilia                        | Aprilia RSV4 RF         |
| 60 | Michael van der Mark | Nederländerna  | Pata Yamaha Official Team SBK with Rizla | Yamaha YZF-R 1M         |
| 66 | Tom Sykes            | Storbritannien | Kawasaki Racing Team WorldSBK            | Kawasaki Ninja ZX-10 RR |
| 69 | Nicky Hayden †       | USA            | Red Bull Honda World Superbike Team      | Honda CBR 1000RR SP     |
| 81 | Jordi Torres         | Spanien        | Althea BMW Racing Team                   | BMW S 1000 RR           |
| 84 | Riccardo Russo       | Italien        | Guandalini Racing                        | Yamaha YZF-R 1M         |
| 86 | Ayrton Badovini      | Italien        | Grillini Racing Team                     | Kawasaki Ninja ZX-10 R  |
| 88 | Randy Krummenacher   | Schweiz        | Kawasaki Puccetti Racing                 | Kawasaki Ninja ZX-10 R  |